# Alicia Mercado
Alicia Mercado Rázuri (Lima, 20 de noviembre de 1993) es una actriz y profesora teatral peruana de ascendencia francesa, que ha destacado en series de televisión y películas en su país.[cita requerida]

## Biografía
Alicia Mercado Rázuri nació el 20 de noviembre de 1993 en Lima, proveniente de una familia de artistas del medio local. Desde temprana edad recibió clases de ballet, la cual obtuvo pocas participaciones.
Tiempo después, cumpliendo la mayoría de edad comenzaría a optar por la actuación con el apoyo de sus padres, participando en diferentes talleres de teatro.[cita requerida] Comenzó su carrera artística a la edad de diecinueve años participando en la obra de teatro La heredera de Osvaldo Cattone en el año 2013.[cita requerida]
No fue hasta el año 2015, cuando le llegaría la oportunidad de participar como recurrente en la teleserie Al fondo hay sitio con su personaje de la alumna universitaria Kerly Troncoso. Seguidamente, se incluye al reparto de la película peruana Poseídas como Zoe.[cita requerida] Debuta en la conducción con el programa infantil Házlo en casa para Canal IPe.[cita requerida]
Tras haber participado en cortos papeles para series de televisión y películas, fue invitada de la teleserie De vuelta al barrio en 2017 como Yolanda Tenorio. Fue conductora del programa televisivo Entre memes por la señal de CMD.[cita requerida]
Mercado asumió el coprotagónico de la telenovela de Del Barrio, La otra orilla el año 2019, donde interpretó a Patricia Quiñones, la hija mayor de uno de los protagonistas, quién era una periodista que recién se estaba comenzando. Además, en el teatro protagonizó con el actor Emanuel Soriano la obra virtual peruana El compromiso en el año 2020, encarnando a Vanessa, pareja sentimental de Javier, interpretada por Soriano y fue presentado en forma digital en el Teatro de Lucía debido a la pandemia de COVID-19. Adicionalmente, Mercado participó en el proyecto Perfectos desconocidos al lado de Renzo Schuller, Paul Vega, Katia Condos y otros actores del medio, y protagoniza la obra Fieras de la dirección del dramaturgo y director de escena peruano Mateo Chiarella Viale en el 2021 como Bianca, compartiendo el rol junto a Cindy Díaz, ambas encarnando al mismo personaje. Seguidamente, protagonizó la microobra peruana Encuentro al lado del primer actor Carlos Victoria, interpretando a Rosario, una adolescente que está cuidando a su abuelo.
En el año 2022 participó en la serie de televisión peruana Junta de vecinos como Zara, la saliente de «Gucho» y en mayo de 2023, fue anunciada para protagonizar la película basada en la vida de la exvedette Susy Díaz, que sería titulada bajo el nombre de Susy, una vedette en el Congreso y fue previsto su estreno a fines de año. Fuera de su faceta actoral, se dedica a la rama de la enseñanza, realizando diferentes talleres de actuación a niños y adolescentes.[cita requerida]

## Filmografía

### Televisión
| Año       | Título                      | Rol                               | Notas                    | Emisión               | Ref.             |
| --------- | --------------------------- | --------------------------------- | ------------------------ | --------------------- | ---------------- |
| 2015-2016 | Al fondo hay sitio          | Kerly Troncoso                    | Rol recurrente           | América Televisión    | [ 2 ] [ 15 ]     |
| 2016      | Popap                       | Ella misma                        | Presentadora             | TV Perú               | [cita requerida] |
| 2016      | Házlo en casa               | Ella misma                        | Presentadora             | Canal IPe             | [cita requerida] |
| 2017      | De vuelta al barrio         | Yolanda Tenorio Navarro           | Rol de invitada especial | América Televisión    | [ 3 ]            |
| 2018      | Entre memes                 | Ella misma                        | Presentadora             | Movistar Deportes     | [cita requerida] |
| 2018      | Torbellino, 20 años después | Valentina Córdova                 | Rol principal            | Latina Televisión     | [cita requerida] |
| 2018-2019 | Auténticas                  | Ella misma                        | Presentadora             | Movistar Plus         | [cita requerida] |
| 2019      | Señores papis               | Amparo Echenique                  | Rol principal            | América Televisión    | [cita requerida] |
| 2020      | La otra orilla              | Patricia Quiñones                 | Rol protagónico          | América Televisión    | [ 4 ]            |
| 2022      | Junta de vecinos            | Zara                              | Rol principal            | América Televisión    | [ 13 ]           |
| 2022      | Contigo capitán             | Kathya                            | Rol principal            | Streaming por Netflix | [cita requerida] |
| 2022      | Luz de luna                 | Presentadora de programa concurso | Rol recurrente           | América Televisión    | [cita requerida] |
| 2023      | El gran chef famosos        | Ella misma                        | Retadora (eliminada)     | Latina Televisión     | [cita requerida] |
| 2025      | Brujas                      | Paula                             | Reparto principal        |                       |                  |

### Cine
| Año  | Título                           | Rol                                          | Notas                                     | Ref.             |
| ---- | -------------------------------- | -------------------------------------------- | ----------------------------------------- | ---------------- |
| 2014 | Poseídas                         | Zoe                                          | Rol principal                             | [cita requerida] |
| 2016 | La peor de mis bodas             | Estrellita                                   | Rol principal                             | [cita requerida] |
| 2017 | Una comedia macabra              | Jennifer                                     | Rol coprotagónico                         | [cita requerida] |
| 2017 | Aj Zombies!                      | Hija Carretera                               | Rol principal                             | [cita requerida] |
| 2017 | Múltiple (Cortometraje)          | Her                                          | Rol protagónico                           | [cita requerida] |
| 2018 | Utopía                           | Silvia Virginia de la Flor Icochea / «Chivi» | Rol coprotagónico Dirección: Gino Tassara | [ 16 ]           |
| 2019 | Sebastiana la Maldición          | Gianni                                       | Rol principal                             | [ 17 ]           |
| 2019 | Papá x tres                      | Lorena                                       | Rol principal                             | [cita requerida] |
| 2019 | Rapto                            | Novia del profesor                           | Rol principal                             | [cita requerida] |
| 2019 | Nosotros                         |                                              | Rol principal                             | [cita requerida] |
| 2023 | Un retiro para enamorarse        | Natalia                                      | Rol principal                             | [ 18 ]           |
| 2023 | Susy, una vedette en el Congreso | Susy Díaz                                    | Rol protagónico                           | [ 6 ]            |

### Radio
| Año        | Título   | Rol        | Notas    | Emisión   | Ref.             |
| ---------- | -------- | ---------- | -------- | --------- | ---------------- |
| desde 2024 | Wake app | Ella misma | Locutora | Studio 92 | [cita requerida] |

## Teatro
- La heredera (2013)
- Los locos Addams (2013)
- Lo raro (2014)
- Un fraude epístolar (2013-2014)
- El musical 2015 (2015)
- Un sueño de una noche de verano (2015)
- Barro (2017-2018)[19]
- Secuestro (2018)
- Romeo y Julieta (2018)
- Cuentos fantásticos (2018)
- Perfectos desconocidos (2019-2020)
- El compromiso (2020) como Vanessa (protagónico).
- Relatos siniestros 2 (2021)[20]
- Fieras (2021) como Bianca (protagónico).[10]
- Encuentro (2021) como Rosario (protagónico).[12]
- Venciendo al diablo (2021)
- Kronos y los viajeros del tiempo (2021)
- Té de tías (2022)
- Tiempos mejores (2022)
- La mancha (2023) como la Alumna de Colegio (protagónico).[21]
- Como aprendí a manejar (2023)[22]
- Scape room (2024)